# Velebitalja
A Velebitalja (horvátul: Velebitsko podgorje, vagy Podgorje) Horvátországnak a Velebit-hegység lábánál fekvő tájegysége.

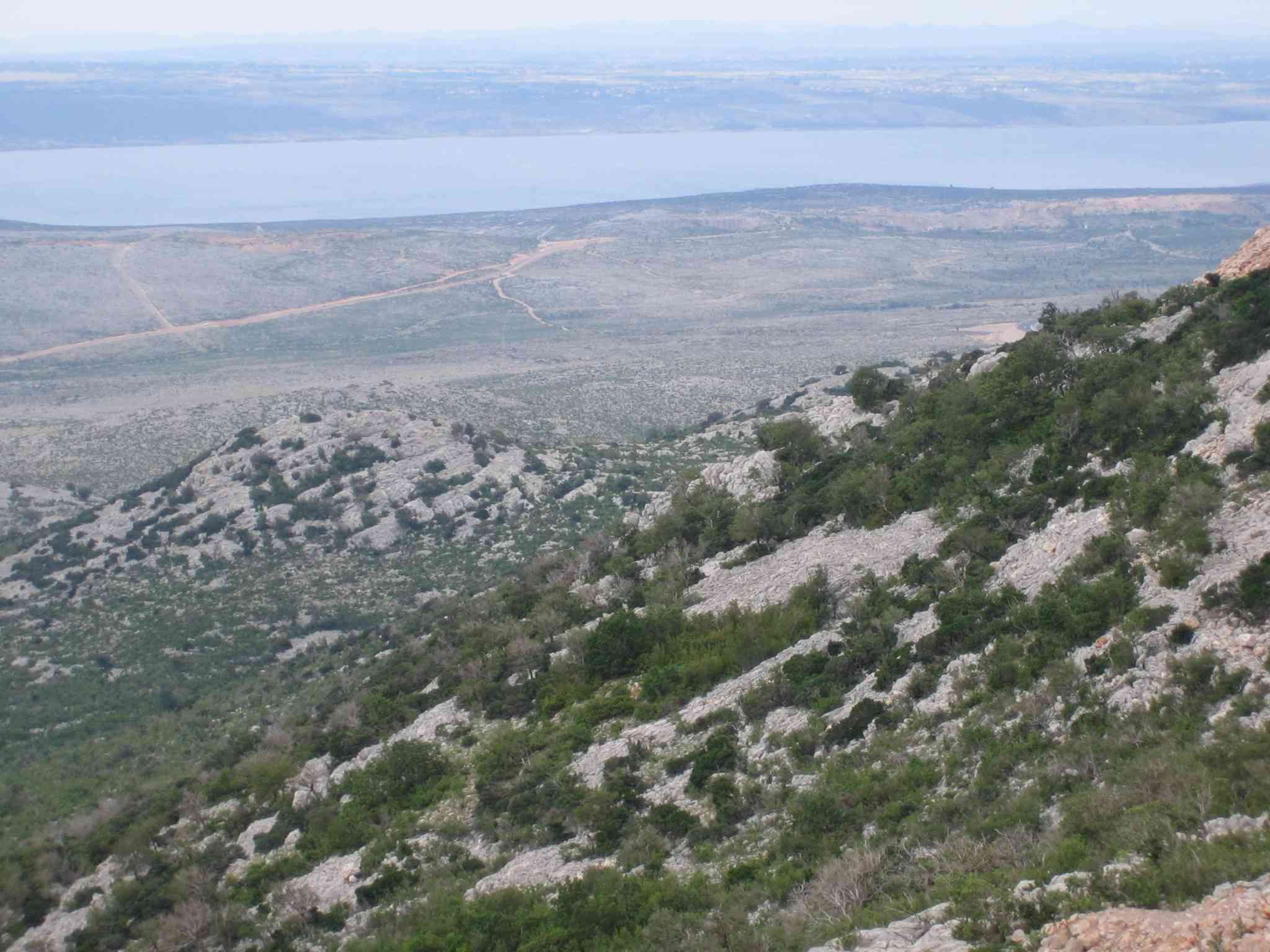
A Velebitalja látképe a Velebitről (a háttérben Pag szigete)

## Leírása
A Velebitalja a Velebit-hegység lábánál, Zengg és a Zrmanja folyó között fekvő terület. A 14. század óta Podgorje néven említik. Geológiai szempontból Felső krétakori mészkőből épül fel. A déli-délnyugati lejtésű területet számos árok metszi, melyeknek alsó részei at utóbbi tízezer évben tengeröblök formájában lesüllyedtek. Közülük a leghíresebb a Zatvarica-öböl. A terület kopársága a hosszantartó emberi tevékenység (irtás, legeltetés) eredménye. Az adriai autópálya megépítése lehetővé tette a turizmus fejlődését (Zengg, Jablanac, Karlobag), rendszeres kompjáratok kötik össze Rab és Pag szigetével. 
A terület már az ókorban lakott volt. A római uralom alatt a Sveti Juraj (Jurjevo) közelében található Lopsica, a Jablanca közelében található Ortopula, a Karlobag közelében található Vegium és a Starigrad közelében fekvő Argyruntum települések álltak itt. A 17. század második felében az osztrák és velencei hatóságok bunyevácokkal telepítették be.
A legjelentősebb települések Zengg és Karlobag. További települései Baške Oštarije, Barić Draga, Cesarica, Jablanac, Lukovo, Lukovo Šugarje, Klada, Prizna, Ribarica, Rovanjska, Seline, Starigrad, Stinica, Sveti Juraj és Tribanj.